# Ribeira da Cruz
Ribeira da Cruz est une localité de l'île de Santo Antão au Cap-Vert.

## Description
Ribeira da Cruz est située à 22 km au nord-ouest de Porto Novo, la capitale de l’île.
Ribeira da Cruz fait partie de la freguesia de Santo André, dans la municipalité de Porto Novo.

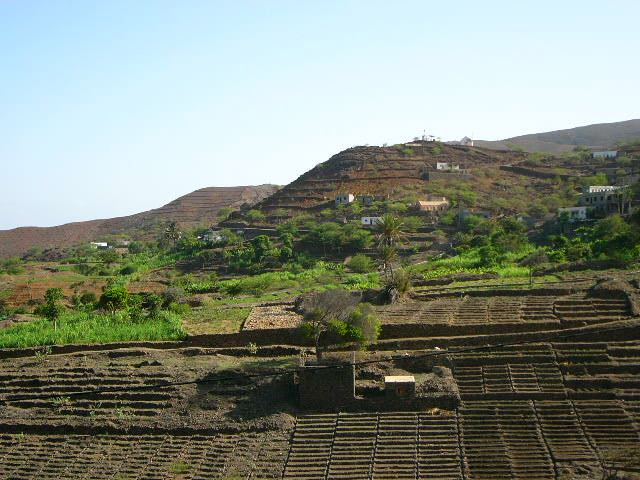

## Subdivisions
- Bombe
- Cavouquinho
- Chã Branca
- Chã Chiqueiro
- Chã de Passão
- Chã Salvador
- Chão João Carlos
- Ladeira
- Lombo Chã d'Aventura
- Lombo Igreja
- Lombo Lagarto
- Lombo Pelado
- Lombo Seladinha
- Morro da Russa
- Ponta de Parede
- Ponta Lombinho
- Tabuado

## Population
Au recensement de 2010, la localité comptait 421 habitants.